# بيلي والاس
بيلي والاس (بالإنجليزية: Billy Wallace)‏ هو لاعب اتحاد الرغبي نيوزلندي، ولد في 2 أغسطس 1878 في ويلينغتون في نيوزيلندا، وتوفي في 2 مارس 1972.

## وصلات خارجية
- بيلي والاس عل موقع إسبنسكروم (الإنجليزية)
- بيلي والاس على موقع قاعة نيوزيلندا للمشاهير الرياضية (الإنجليزية)